# Discard
Der Discard-Netzwerkdienst ist ein einfacher Dienst der Internetprotokollfamilie. Aufgabe des Dienstes ist es, alle empfangenen Daten zu verwerfen. Es wird keine Antwort gesendet. Er eignet sich somit zum Test und zur Fehlersuche während der Entwicklung von Clientprogrammen. Es ist damit vergleichbar mit /dev/null auf Dateisystemebene.
Für den Discard-Dienst ist der TCP- und UDP-Port 9 reserviert. Das Discard-Protokoll ist in RFC 863 spezifiziert.
Bei Unix-Systemen ist der Discard-Dienst – genauso wie die weiteren einfachen Netzwerkdienste (Daytime, Echo etc.) – üblicherweise direkt im inetd implementiert. Bei Windows-Systemen befinden sich diese Netzwerkdienste in der optionalen Windows-Komponente Einfache TCP/IP-Dienste.